# スキップ・ヤング
スキップ・ヤング（Skip Young、本名：Galton W. Young、1951年7月24日 - 2010年12月3日）は、アメリカ合衆国のプロレスラー。テキサス州ヒューストン出身のアフリカ系アメリカ人。生年は1956年ともされていた。
スウィート・ブラウン・シュガー（Sweet Brown Sugar）のリングネームでも知られる。正面飛び式およびスクリュー式のドロップキックなど、跳躍力を活かした空中殺法を武器に、ジュニアヘビー級の黒人ベビーフェイスとしてアメリカ南部を主戦場に活躍した。

## 来歴
1970年代中盤にスキップ・ヤングのリングネームでデビュー、フリッツ・フォン・エリックが主宰していた地元テキサスのダラス地区（後のWCCW）を皮切りに、中西部のセントラル・ステーツ地区、エディ・グラハム主宰のフロリダ地区など、NWAの主要テリトリーを転戦してキャリアを積んだ。
1979年、フロリダで覆面レスラーのスウィート・ブラウン・シュガーに変身。ダスティ・ローデスやボボ・ブラジルのパートナーとなり、キング・イヤウケア、キラー・カーン、パク・ソン、ジョー・ルダック、ソー・ザ・バイキング、バグジー・マグロー、レロイ・ブラウンなど、スーパーヘビー級の巨漢ヒールとも激闘を展開した。同年9月29日にはブラジルと組んでミスター・サクラダ&ミスター・ヒトからNWAフロリダ・タッグ王座を奪取、シングルでは10月26日にアーニー・ラッドを下して南部ヘビー級王座を獲得している。
1979年はフロリダを主戦場としつつ、素顔のスキッピー・ヤングとしてカリフォルニア州のロサンゼルスにも遠征して、8月10日に藤波辰巳のWWFジュニアヘビー級王座に3本勝負で挑戦。タイトル奪取はならなかったものの、得意の正面飛び式ドロップキックで藤波から1本奪っている。翌1980年1月には新日本プロレスにスキップ・ヤング名義で初来日。1月25日の岡山武道館大会では藤波への挑戦権を賭けてダイナマイト・キッドと対戦したが、キッドのダイビング・ヘッドバットに敗れた。
1980年の下期より古巣のダラス地区に戻り、フロリダ時代と同じく黒人マスクマンのスウィート・ブラウン・シュガーとして活動。同年8月1日、故郷ヒューストンにてケリー・フォン・エリックと組み、キラー・ブルックス&スタン・スタージャックを破ってNWAテキサス・タッグ王座を獲得した。フロリダへの参戦も続け、1981年2月4日にディック・スレーターから南部ヘビー級王座を奪取、同王座への2度目の戴冠を果たした。1982年1月にはダラスとの提携ルートで全日本プロレスに来日。開幕戦の後楽園ホール大会で行われた新春バトルロイヤルでは天龍源一郎と決勝を争い、1月15日には木更津にてミル・マスカラスとのマスクマン対決も実現した。
以降はスウィート・ブラウン・シュガーのリングネームはそのままに、覆面を脱いで素顔に戻って活動。主戦場のフロリダでは1982年4月にレイ・スティーブンスからTV王座を奪取、同月11日にはブッチ・リードとの黒人コンビでドリー・ファンク・ジュニア&デビッド・フォン・エリックを破り、フロリダ版のNWA北米タッグ王座を獲得した。1983年はテキサスのサンアントニオ地区に登場。アドリアン・アドニス、タリー・ブランチャード、ボビー・ジャガーズ、ルーク・ウィリアムス、アイアン・シークなどのヒール勢と対戦した。
1984年はテネシー州メンフィスのCWAに参戦して、ペッツ・ワトレーと組んでココ・ウェア&ノーベル・オースチンのプリティ・ヤング・シングスと黒人タッグ抗争を展開（ココ・ウェアもかつて「スウィート・ブラウン・シュガー」を名乗っていたことがある）。1987年はダラスのWCCWにて、ブッカーのゲーリー・ハートのアイデアでトニー・アトラスともタッグチームを結成した。
その後、ココ・ウェアの仲介でWWFと契約する話もあったが実現せず、1990年代初頭はキラー・ブルックスが旗揚げしたダラスのインディー団体NAWAで活動。ベテランのジョバーとしてWCWのショーにも出場した。プエルトリコのWWCにも遠征し、1996年1月6日にカグアスにてTV王座を獲得している。
引退後は父の後を継いで説教師に転身した。2010年12月3日、テキサス州ダラスにて死去。59歳没。

## 得意技
- ドロップキック
- ミサイル・ドロップキック
- ダイビング・クロス・ボディ
- ジャンピング・ヘッドバット

## 獲得タイトル
チャンピオンシップ・レスリング・フロム・フロリダ
- NWAフロリダTV王座：1回[12]
- NWAフロリダ・タッグ王座：1回（w / ボボ・ブラジル）[4]
- NWA南部ヘビー級王座（フロリダ版）：3回[5]
- NWA北米タッグ王座（フロリダ版）：1回（w / ブッチ・リード）[13]

NWAビッグタイム・レスリング / ワールド・クラス・チャンピオンシップ・レスリング
- NWAテキサス・タッグ王座：1回（w / ケリー・フォン・エリック）[9]
- WCWAテキサス・タッグ王座：1回（w / トニー・アトラス）[17]

NWAハリウッド・レスリング
- NWAアメリカス・ヘビー級王座：1回[18]

ワールド・レスリング・カウンシル
- WWC TV王座:1回[15]